# István Zápolya
István Zápolya (... – Pápa, 25 dicembre 1499) è stato un nobile ungherese.

Stemma della famiglia Zápolya

Appartenente della famiglia Zápolya. Magnate, voivoda della Transilvania e palatino del re Ladislao II dal 1492 al 1499.
Dal 1464 fu il signore del Castello di Spiš.
Sposò la principessa Hedwig di Slesia da cui ebbe quattro figli:
- Giovanni che fu re d'Ungheria dal 1526 con il nome di Giovanni I d'Ungheria;
- Giorgio, nato nel 1494 e caduto in combattimento il 29 agosto 1526 durante la battaglia di Mohács
- Barbara che sposò il re di Polonia Sigismondo I
- Magdalena Zápolya, nata e morta nel 1499